# 한국산개구리
한국산개구리(학명: Rana coreana)는 개구리목 개구리과에 속하는 양서류이다. 몸길이 38~44mm로 한국의 산개구리 종류 중에서 가장 작으며, 한반도, 산둥성에 서식한다. 입술을 따라 하얀 선이 있다. 산개구리류중에서 가장 작다. 주둥이가 뾰족하고 유선형이며 날씬하다. 북방산개구리보다 체구가 작다. 몸통은 갈색이며 배의 색은 하얀 편이다. 짝짓기 때는 암컷의 배가 붉어진다. 다리에 몸통보다 진한 검은색의 줄무늬가 있다. 주로 집단으로 습지에서 살고 있다. 북방산개구리나 계곡산개구리에 비해 고도가 더 낮은 곳에 서식한다. 가장 먼저 겨울잠에서 깨어나 알을 낳는다. 알은 물 속에 가라앉는다. 알덩이가 북방산개구리의 알덩이보다 작은 편이다.

## 특징
한국산개구리는 한국에서 가장 작은 갈색 개구리이다. 수컷의 주둥이 길이는 38mm이고 암컷의 주둥이 길이는 44mm이다.

## 참조
1. ↑  국립생물자원관 한반도 생물자원 포털
2. ↑  서울동물원 - 한국산개구리